# ISDB-T

Распространение ISDB-T в мире

ISDB-T (англ. Integrated Service Digital Broadcasting - Terrestrial) — стандарт цифрового телевидения. Используется в Японии и странах Южной Америки, экспериментально на Филиппинах.

## История
Телевидение высокой четкости (HDTV) было разработано NHK Science & Technology Research Laboratories (Лабораториями научных и технологических исследований японской корпорации телерадиовещания). Исследования были запущены ещё в 1960-х, но только в 1973 году был предложен первый стандарт HDTV под обозначением ITU-R (CCIR).
К 1980-м уже были изобретены такие важные для HDTV технологии, как камера высокой чёткости, электронно-лучевая трубка (основа будущих телевизоров), видеомагнитофон, устройства редактирования и прочее. В 1982 году NHK представил миру новую разработку — сжатие со множественной субдискретизацией (англ. Multiple sub-nyquist sampling Encoding, MUSE), первый в мире формат компрессии видео и передающегося сигнала. MUSE сжимал цифровое видео, но перед частотной модуляции имела место обработка конвертером сигналов, преобразующим цифровой сигнал в аналоговый.
В 1987 году NHK продемонстрировала возможности MUSE в Вашингтоне. Демонстрация оказала такое впечатление на американское правительство, что вскоре начались разработки американских стандартов цифрового телевидения, позже ставших известными как семейство стандартов ATSC. В Европе разработали свой собственный стандарт цифрового телевидения — DVB. Японцы же начали разработку собственных, исключительно цифровых, стандартов телевидения и в 1980-х создала систему стандартов, которая стала прототипом ISDB. 1 декабря 2003 года Япония начала эфирное вещание по стандарту ISDB-T через NHK и коммерческие телерадиостанции.

## Функционирование
Выделяют следующие характеристики и функции стандартов эфирного вещания ISDB-T:
- ISDB-T (Integrated Services Digital Broadcasting-Terrestrial) в Японии, используют диапазон УВЧ 470 МГц-770 МГц и пропускную способность 300 МГц, выделяет 50 каналов (а именно, номера с 13 по 62), ширина диапазон каждого канала 6 МГц (фактически эффективная ширина диапазона равна 5.572 МГц, остальное это защитный интервал между каналами, равный 430 кГц). Эти каналы вызывают «физическим каналом» (物理チャンネル). За пределами Японии для стандартов ISBD-T используются американская или европейская таблица каналов.
- Для таблиц каналов с шириной диапазона в 6 МГц, эффективная ширина диапазона равна 5.572 МГц, у некоторых поставщиков услуг — 5,617 Мгц. Для каналов с шириной диапазона 7 МГц или 8 Мгц, эффективная ширина диапазона будет равна 6.50 МГц и 7.42 МГц соответственно. Все, что не относится к эффективной ширине диапазона, отводится на защитные интервалы, препятствующие наложению сигналов разных каналов.
- ISDB-T может посылать любое соотношения потоков телевидения высокой чёткости (до 8 Мбит/с для H.264) и потоков телевидения стандартной чёткости (до 2 Мбит/с в случае H.264) при имеющейся скорости передачи данных, определённой параметрами этой передачи (ширина диапазона, уровень кода, защитные интервалы и т. д.). Как правило, из 13 выделяемых сегментов структуры, сегмент s0 отводится для трансляции сигнала в мобильном формате 1seg, а сегменты s1-12 предназначены для стандартного эфирного вещания цифрового телевидения. Потоки битов всех этих 12 сегментов объединены в единый транспортный поток, в котором любое соотношение потоков можно передать на основе MPEG-2.
- Сигналы телевидения высокой чёткости и мобильного телевидения 1seg передаются при помощи одного и того же канала. Название 1seg в Японии носит сервис для эфирного вещания мобильного телевидения. Однако, несмотря на то, что 1seg разработан именно для использования в мобильных и портативных устройствах, часто в движущемся транспорте пользователи испытывают проблемы с приёмам сигнала этого сервиса. Из-за высокого уровня сигнала, некоторые здания и углы могут мешать трансляции в диапазоне УВЧ, но, как сообщают, в Пассажирском экспрессе, движущемся по равнине и сельской местности, приём сигнала отличный[источник не указан 1696 дней].
- С вещанием данных ISDV-T предоставляет интерактивные сервисы. В том числе электронную версию программы телепередач. кроме того, вместе с вещанием предоставляется доступ к Интернету (обратный канал доступа) как на телевизорах, так и на мобильных устройствах.
- ISDB-T обеспечивает сеть единой частоты (SFN) и технологию повторения. SFN делает более эффективным использование частот (спектр). Например, SFN равнины Канто (огромная площадь, включающая большую часть префектуры Токио, а также часть префектур Тиба, Ибараги, Тотиги, Сайтама и Канагава) покрывает площадь с 10 млн населения.
- Сигнал стандарта ISDB-T может быть получен в закрытом помещении даже устройством со встроенной антенной.
- ISDB-T обеспечивает устойчивость к множественным интерференциям («двоению»), наложению аналогового дубликата канала, электромагнитным помехам от автомобилей и линий электропередач в условиях городской среды
- утверждается, что стандарты ISDB-T позволяют сигналу телевидения высокой чёткости поступать на ресиверы даже в транспортных средствах, движущихся на скорости до 100 км/ч (на практике пока доказано не было); для сравнения, стандарты DVB-T могут обеспечить приём в движущемся транспорте лишь телевидения стандартной чёткости, а стандарты ATSC, как считалась, вообще не могут обеспечить приём в транспортных средствах 9хотя в начале 2007 года поступали отчёты об успешных испытаниях приёма сигнала в движущемся транспорте при использовании ТВ-тюнеров, подключенных к ноутбуку посредством интерфейса USB).

## Использование формата ISDB-T

### В мире
ISDB-T был принят в декабре 2003 для коммерческих трансляций в Японии. В настоящее время стандарт включает рынок из приблизительно 100 миллионов телевизоров. К концу апреля 2005 у ISDB-T было 10 миллионов подписчиков. Вместе с широким использованием ISDB-T понижается цена получателей. На 19 апреля 2006 цена на ресиверы ISDB-T составила 19800¥. К ноябрю 2007 только несколько более старых, имеющих низкую производительность моделей можно было найти на японском рынке (средняя стоимость 180 U$), откуда прослеживается тенденция к замене более современным оборудованием как цифровых приставок, так и телевизоров со встроенными тюнерами. В ноябре 2009 розничная сеть AEON представила ресивер за 40 долларах США среди прочего разнообразия недорогих тюнеров. Веб-страница Dibeg подтверждает эту тенденцию, показывая снижение стоимости на цифровые тюнеры в Японии.
Бразилия, до некоторого времени использовавшая аналоговую телевизионную систему (PAL-M), который немного отличается от аналогов из любых других стран, выбрала ISDB-T в качестве основы для её формата DTV, назвав его ISDB-Tb или используя в пределах страны обозначение SBTVD (Sistema Brasileiro de Televisão Digital-Terrestre). Японская группа DiBEG включила нововведения, сделанные Бразилией — видеокодек MPEG4 вместо MPEG2, используемого ISDB-T, и мощное техническое обеспечение под названием Ginga-, и переименовала стандарт в «ISDB-T International». Кроме Аргентины, Бразилии, Перу, Чили и Эквадора, которые уже сделали выбор в пользу ISDB-Tb, есть другие южноамериканские страны, главным образом такие как Венесуэла, которые рассматривают ISDB-Tb как способ экономно создать собственную телевизионную сеть вместо того, чтобы закупать уже готовые ресиверы.. Кроме того, были проведены широкомасштабные испытания, в которых приняли участия Бразильская Ассоциацией Радио- и Телевещания (ABERT), бразильское Телевизионное Техническое Общество (SET) и Universidade Presbiteriana Mackenzie. В ходе испытаний было выявлено недостаточное качество внутреннего приёма, представленного ATSC и, уже касающееся DVB-T и ISDB-T, отсутствие нормальной производительности и гибкости при получении доступа к цифровым службам и телепрограммам через немобильные, мобильные или портативные устройства с достаточно впечатляющим качеством.
Группа ABERT-SET в Бразилии сделала системные сравнительные испытания DTV при контроле CPqD. Сравнительные испытания были сделаны под тщательным контролем рабочей группы SET и ABERT. Группа ABERT/SET выбрала ISDB-T как лучшее решение в цифровых телерадиовещательных системах модуляции среди ATSC, DVB-T и ISDB-T. Другое исследование нашло, что ISDB-T и DVB-T выступали в равной степени хорошо, но у обоих победил DVB-T2.

### В отдельных странах
Далее идёт список с дополнительной информацией, какие страны и как вводили на своей территории стандарты ISDB-T (в хронологическом порядке, согласно дате официального объявления):
- 23 апреля 2009 года о введении стандартов ISDB-T в качестве основных стандартов цифрового эфирного телевещания объявило Перу. Решение было принято в связи с намерением определить самый лучший для телевидения страны стандарт.
- 28 августа 2009 года Аргентина приняла стандарты ISDB-T,[9] распространяя их под своим собственным обозначением SATVD-T (Sistema Argentino de Televisión Digital — Terrestre, рус.  Аргентинская система цифрового телевидения - эфирное вещание).[10]
- 14 сентября 2009 года Чили поделилось соображениями насчёт того, что системы стандарта ISDB-T наилучшим образом подходят для географии страны, при условии, что в числе стандартов будут приняты и стандарты эфирного вещания на мобильные и портативные устройства, стандарты телевидения высокой чёткости и обеспечены гарантии разнообразия каналов.[5]
- 6 октября 2009 года о начале перехода на стандарты ISDB-T объявила Венесуэла.[11][12]
- 26 марта 2010 года о решении принять стандарты ISDB-T объявил Эквадор. Решение было принято на основе рекомендаций Министерства телекоммуникаций.[13]
- 29 апреля 2010 года в список использующих стандарты ISDB-T была включена Коста-Рика. Это решение правительство страны приняло на основе исследований специальной комиссии по стандартам телевидения.[14]
- 1 июня 2010 года согласно указу президента Парагвая #4483, страна официально начинает использовать международный вариант стандартов ISDB-T (ISDB-T International).[15]
- 11 июня 2010 года Государственная комиссия по связи Филиппин издала указа о введении стандартов ISDB-T на территории государства.[16]
- 6 июля 2010 года Боливия также приняла стандарты ISDB-T.
- 27 декабря 2010 года поступило официальное заявление от правительства Уругвая.[17] Заявление отменяет принятый в 2007 году указ о введении стандартов DVB-T.
- 15 ноября 2011 года официально использующими стандарты ISDB-T стали Мальдивы.[18] Мальдивы стали первой страной, которая использует европейскую таблицу каналов и диапазон частот 8 МГц.
- 20 мая 2014 года о своём решении принять стандарты ISDB-T объявила Шри-Ланка,[19] а 7 сентября 2014 года японский премьер-министр Синдзо Абэ и президент Шри-Ланки Махинда Раджапаске подписали соглашение об организации соответствующей инфраструктуры на территории Шри-Ланки после привлечения и координации человеческих ресурсов.

## Технические спецификации
Сегментирование структуры

Формат ISDB-T канала

ARIB разработал сегментирование структуры под названием BST-OFDM (см. табл.). ISDB-T делит полосу частот одного канала на тринадцать сегментов. Вещательная компания может выбрать, какую комбинацию сегментов использовать; наличие выбора структуры определяет гибкость службы. Например, ISDB-T может передать и LDTV, и HDTV, используя один канал или вместо них передать 3 SDTV, подобная смена может быть выполнена в любое время. ISDB-T может также изменить схему модуляции.
| Номер сегмента | S11   | S9    | S7    | S5    | S3    | S1    | S0   | S2    | S4    | S6    | S8    | S10   | S12   |
| -------------- | ----- | ----- | ----- | ----- | ----- | ----- | ---- | ----- | ----- | ----- | ----- | ----- | ----- |
| Тип модуляции  | QAM64 | QAM64 | QAM64 | QAM64 | QAM64 | QAM64 | QPSK | QAM64 | QAM64 | QAM64 | QAM64 | QAM64 | QAM64 |

Один канал состоит из 13 сегментов. Первый сегмент (s0) отведён для мобильного телевидения (1seg), остальные 12 для обычного эфирного телерадиовещания.

## Краткое описание ISDB-T
| Кодирование трансмиссионного канала | Модуляция                            | 64QAM-OFDM, 16QAM-OFDM, QPSK-OFDM, DQPSK-OFDM (Иерархическая передача)                                                        | 64QAM-OFDM, 16QAM-OFDM, QPSK-OFDM, DQPSK-OFDM (Иерархическая передача)               |
| Кодирование трансмиссионного канала | Исправление ошибок                   | Данные: Кодирование внутренним устройством: Свертка 7/8,5/6,3/4,2/3,1/2 Внешним устройством: Код Рида-Соломона (R-S)(204,188) | TMCC: Сокращенный код (184,102) Дифференциального Циклического Кодирования (273,191) |
| Кодирование трансмиссионного канала | Защитный интервал                    | 1/32,1/16,1/8,1/4 | 1/32,1/16,1/8,1/4                                                                    |
| Кодирование трансмиссионного канала | Чередование                          | временное, частотное, побитовое, побайтовое                                                                                   | временное, частотное, побитовое, побайтовое                                          |
| Кодирование трансмиссионного канала | Мультиплексирование диапазона частот | BST-OFDM (сегментирование структуры OFDM)                                                                                     | BST-OFDM (сегментирование структуры OFDM)                                            |
| Условный Доступ                     | Условный Доступ                      | Multi-2 | Multi-2                                                                              |
| Передача данных                     | Передача данных                      | ARIB STD-B24 (BML, ECMA script)                                                                                               | ARIB STD-B24 (BML, ECMA script)                                                      |
| Сервисная информация                | Сервисная информация                 | ARIB STD-B10 | ARIB STD-B10                                                                         |
| Мультиплексирование                 | Мультиплексирование                  | Системы MPEG-2 | Системы MPEG-2                                                                       |
| Аудиокодек                          | Аудиокодек                           | MPEG-2 Audio (AAC) | MPEG-2 Audio (AAC)                                                                   |
| Видеокодек                          | Видеокодек                           | MPEG-2 Video | MPEG-4 AVC /H.264                                                                    |
| ----------------------------------- | ------------------------------------ | --- | ------------------------------------------------------------------------------------ |

- Базовый профиль H.264 используется при вещании 1 сегмента (1seg) для портативных и мобильных устройств;
- Высший профиль H.264 приспособлен к вещанию в высоком разрешении формата ISDB-Tb.

### Канал
Спецификации японского эфирного вещания, использующего формат ISDB-T
| Способ                  | Эфирное цифровое вещание                    |
| Диапазон частот         | частоты УКВ/УВЧ, группа сверхвысоких частот |
| Пропускная способность  | 23 Mбит/с(64QAM)                            |
| Ширина диапазона частот | 5.6 MГц                                     |